# Панчо Цанков
Пантелей Константинов Цанков (Панчо Цанков) е български режисьор.
Роден е в София на 21 юни 1945 г. Завършва биохимия в Софийския университет Св. „Климент Охридски“. От 1973 г. постъпва на работа като асистент-режисьор, а впоследствие работил като режисьор в Студия за научнопопулярни филми (СНПФ), по-късно Студия за научнопопулярнии документални филми (СНПДФ) „Време“, в Българска кинематография.
Три години работи като културно аташе в Париж. От 1996 г. е хоноруван преподавател в НБУ. През 1997 г. е назначен за заместник министър на културата. От 2000 г. е председател на Евро-Българския културен център.
Създал е поредица от научнопопулярни и документални филми, като сценарист и режисьор. За тях е отличен с повече от 20 национални и международни награди между които: Специална награда на Съвета на Европа в Авиньон, специална награда в Острава, награда за режисура в Словения, почетен диплом за режисьорско майсторство в Краков, специална награда на Съюз на българските филмови дейци (СБФД). Носител е на орден „Кирил и Методий“ – I степен.
Член е на Международната асоциация за научнопопулярно кино в Париж и Съюза на българските филмови дейци. Многократно е участвал в национални и международни журита на филмови фестивали. Владее английски, френски и руски език.

## Филмография
- Охлювът (1977)
- 1253 за един ден (1979)
- Есенно (1982)
- Щурците (1988)
- Отсам и отвъд (1996)
- Дългият път на крокодила (2011)